# Maldonne (téléfilm)
Pour les articles homonymes, voir Maldonne.
Pour plus de détails, voir Fiche technique et Distribution.
Maldonne est un téléfilm français réalisé par Patrice Martineau, diffusé le 1er février 2006.

## Synopsis
Sandrine emménage dans la région de Nantes pour raison professionnelle. Elle vit seule avec sa fille Juliette, atteinte de myopathie et qui est dans un fauteuil roulant, après que son mari ait quitté le domicile conjugal en ayant appris le handicap de sa fille peu après sa naissance.
Depuis, Juliette s'entête à trouver un homme à sa mère. Elle a d'ailleurs repéré Marc, leur voisin écrivain, qui semble parfait. Le seul hic : il n'aime pas les enfants et de plus, il est le frère du patron de Sandrine (ce que Juliette ignore). Ce qui ne décourage pas la fillette qui est déterminée à ce que l'homme tombe dans les bras de sa mère.

## Fiche technique
- Réalisateur : Patrice Martineau
- Scénariste  : Violaine Bromberg, Mikael Ollivier
- Société de production :  Yes Productions
- Producteur : Thi Lan Nguyen et Corinne Touzet
- Société de distribution :
- Musique du film :  Christophe Boutin
- Directeur de la photographie : Jean-Louis Sonzogni
- Montage : Pascale Arnaud
- Distribution des rôles :  Marie-Claude Schwartz
- Pays d'origine  : France
- Genre : Comédie dramatique
- Durée : 105 minutes
- Date de diffusion :  France : 1er février 2006

## Distribution
- Corinne Touzet : Sandrine Petit
- Alice Bromberg : Juliette Petit
- Patrick Catalifo : Marc Vaillant
- Karina Marimon : Louisa
- Lysiane Meis : Sophie
- Jauris Casanova : Charles Vaillant
- Ibtissem Guerda : Leïla
- Jonathan Joss : Nico
- Maaïke Jansen : Jacqueline Petit
- Fabienne Pahud : La mère de Clotilde
- Tiffany Tougard : Clotilde
- Sébastien Landry : Étienne
- Virginie Frappart : Nathalie
- Andrey Menneteau : La caissière

## Tournage
Le film a été tourné entre juillet et août 2005 dans le département de Loire Atlantique à Nantes, Orvault, Basse-Goulaine, La Baule et Le Pouliguen,.